# Žufánek (lihovar)
ŽUFÁNEK s. r. o. je rodinný lihovar sídlící v Boršicích u Blatnice. Soustředí se hlavně na výrobu pálenek, avšak v portfoliu najdeme gin, kontušovku či absint. Celou firmu tvoří Marcela a Josef Žufánkovi, jejich synové Martin, Josef a Jan se ženou Veronikou.

## Historie
Po sametové revoluci se rodina živila kovovýrobou a provozovala kovoobráběcí firmu. Lihovar začal stavět Josef Žufánek (vystudovaný vinař, včelař a ovocnář) již v dubnu 1992. První švestkový sad o výměru 3,5 hektaru byl vysazen v listopadu 1997.
Firmu ŽUFÁNEK s.r.o. (tehdy jako firmu ŽUSY s.r.o.) založili v roce 2000 manželé Marcela a Josef Žufánkovi a jejich synové Martin, Josef a Jan. Slivovici však podle slov Martina Žufánka pálili již dříve. První komerčně vyráběná slivovice byla vydána do oběhu v roce 2002 v počtu cca 700 litrů. V obchodech však nezaznamenala valný úspěch, neboť půllitrová lahev v té době stála 330 Kč.
V roce 2007 lihovar začal vyrábět také absint (Absinthe St. Antoine). O rok později, v roce 2008, prošla firma rebrandingem. Od té doby se začíná prezentovat jako Žufánek (nikoliv jako ŽUSY). Logo vytvořil Martin T. Pecina.
V roce 2012 lihovar postihla vyhlášená prohibice, která, na rozdíl od jiných firem, lihovaru Žufánek pomohla. Po úspěchu OMG ginu vydali v květnu 2014 první limitovanou edici ginu s názvem OMFG gin v počtu pouze 450 lahví. Speciální přísadou v ginu byla mexická damiána. Gin byl vyprodán za jeden den, což vedlo Žufánkovi k nápadu připravovat limitovanou edici každý rok - vždy s jinou ingrediencí.
Firma na sebe upozornila opět v září 2018, když byla ve Francii objevena lahev Dubied Père et Fils, nejstaršího dochovaného absintu z roku 1798. Později byla objevena ještě druhá lahev, která byla opatrně rozdělána a v malých vzorcích rozeslána absintovým nadšencům do celého světa, přičemž jedním z nich byl i Martin Žufánek. Ten začal pátrat po receptu, který nakonec našel a vyrobil podle něj 220 litrů absintu nazvaného Dubied – Žufánek 1798.
V listopadu 2018 v důsledku vyčerpání organismu zkolaboval Josef Žufánek. V prosinci onemocněl i jeho syn Jan Žufánek. U obou byla uvedena jako příčina stres a pracovní vypětí. Svůj podíl na tom měl i mimořádně úrodný rok, kvůli čemuž měli lihovarníci více práce než kdy jindy. To vedlo ke zpomalení práce a k zavedení (poprvé po 18 letech) normální pracovní doby. 
16. srpna 2019 byl změněn název firmy na ŽUFÁNEK s. r. o. V září 2019 vydal v omezeném množství pokračování absintu Dubied (avšak postavený na jiném základu) pojmenovaný This is not Dubied.
Během pandemie covidu-19 začal Martin Žufánek používat líh ze své palírny na výrobu desinfekčního gelu, který pojmenoval OMD – Oh My Disinfection.
V roce 2021 byl vydán OMFG se speciální přísadou, kterou byl zimolez vonný.
Též v roce 2021 otevřel Martin Žufánek na Václavském náměstí bar Oh My Yalta. Ten sídlí ve stejnojmenném hotelu Jalta a nabízí v něm koktejly ze svých produktů. 

## Výrobky
| Název                      | Surovina                | Alkohol | Vyráběno od roku                             |
| -------------------------- | ----------------------- | ------- | -------------------------------------------- |
| Slivovica                  | švestky                 | 50%     | 2002                                         |
| Slivovica z dubového sudu  | švestky                 | 50%     |                                              |
| Višňovka                   | višně                   | 20%     | 2003                                         |
| Ořechovka                  | vlašský ořech           | 35%     | 2003                                         |
| Medový Žufánek             | med                     | 35%     | 2005 (medovina od 2004)                      |
| Hruškovica                 | hruška Williams         | 45%     | 2005                                         |
| Hruškovica z dubového sudu | hruška Williams         | 45%     |                                              |
| Meruňkovica                | meruňky                 | 45%     | 2006                                         |
| Absinthe St. Antoine       | směs bylin              | 70%     | 2007                                         |
| Kontušovka                 | anýz                    | 40%     | 2009                                         |
| Justifiée & Ancienne       | směs bylin (absint)     | 70%     | 2016 (předchůdce 2010)                       |
| Borovička                  | jalovec                 | 45%     | 2010                                         |
| OMG gin                    | jalovec                 | 45%     | 2013                                         |
| OMFG gin                   | jalovec                 | 45%     | od roku 2014 každý rok jako limitovaná edice |
| Jablkovica                 | jablka                  | 41%     | 2017                                         |
| Dubied - Žufánek 1798      | směs bylin (absint)     | 70%     | 2018 (limitovaná edice, pouze 440 lahví)     |
| Kdoulovica                 | kdoule                  | 45%     | 2018                                         |
| Reine Claude               | ryngle                  | 43%     | 2018                                         |
| Jablkovica z dubového sudu | jablka                  | 41%     | 2019                                         |
| This is not Dubied         | směs bylin (absint)     | 70%     | 2019                                         |
| Sicilský citron            | citronová kůra a dužina | 42%     |                                              |
| Marocká nana máta          | Nana máta               | 42%     |                                              |
| Český kmín                 | kmín                    | 42%     |                                              |
| Okurka salátová            | okurka                  | 42%     |                                              |
| Sicilská mandarinka        | mandarinka              | 42%     |                                              |

### OMFG gin
OMFG gin je limitovaná edice ginu, vydávaná každý rok v omezeném množství, vždy s jinou speciální přísadou. Je distribuován ve velmi malém množství, díky čemuž se z něj stal investiční alkohol, jehož cena se ihned po vyprodání zásob znásobí i o 100 %. Právě kvůli nakupování alkoholu pro investici omezil Žufánek v roce 2019 nákup na čtyři lahve na zákazníka, o rok později to byly jen dvě lahve.
Obecně jeho giny sklízejí velký úspěch na poli soutěží. Německý magazín Eye for Spirits označil jeho gin v roce 2014 za nejlepší gin planety. O rok později se Žufánek s ginem umístil na stříbrném místě v berlínské soutěži Craft Spirits Awards. 
| Ročník | Počet lahví              | Speciální přísada             | Nákupní cena | Vyroben     | Prodáno za            |
| ------ | ------------------------ | ----------------------------- | ------------ | ----------- | --------------------- |
| 2014   | 450                      | mexická damiána               | 595 Kč       | 19. 5. 2014 | jeden den             |
| 2015   | 500                      | kadidlo Hougari Royal z Ománu | 695 Kč       | 11. 2. 2015 | několik hodin         |
| 2016   | 600                      | ginkgo biloba                 | 695 Kč       | 29. 2. 2016 | několik hodin         |
| 2017   | 1 200 (600 do zahraničí) | šanta kočičí                  | 695 Kč       | 2. 1. 2017  | několik desítek minut |
| 2018   | 1 200                    | bourbonský pepř               | 695 Kč       | 4. 1. 2018  | pár minut             |
| 2019   | 1 200                    | pelyněk pravý                 | 695 Kč       | 3. 3. 2019  | pár minut             |
| 2020   | 1 200                    | myrta obecná                  | 995 Kč       | 2. 1. 2020  | cca 5 minut           |
| 2021   | neuvedeno                | zimolez vonný                 | 1 495 Kč     | 4. 1. 2021  | několik hodin         |
| 2022   | neuvedeno                | jantar                        | 1 495 Kč     | 15. 2. 2022 | několik dní           |
| 2023   | neuvedeno                | delonix královská             | 1 495 Kč     | 23. 1. 2023 | -                     |